# Liste der Stadtbezirke und Stadtviertel Triests

Stadtwappen Triests

Die Stadt Triest, Hauptstadt der autonomen Region Friaul-Julisch Venetien, gliedert sich in sieben Stadtbezirke (ital. circoscrizioni, slow. volilnih), die ihrerseits wiederum in insgesamt 28 Stadtviertel (ital. quartieri, slow. soseske) unterteilt sind.

 

## Stadtbezirke und -viertel
| \| Nr. \| Stadtbezirk \| Einwohner (2011)[1] \| Fläche km² \| Einwohner pro km² \| Historische Stadtviertel \| \| --- \| --------------------------------------------------- \| ------------------- \| ---------- \| ----------------- \| ------------------------------------------------------------------------------------------------------------------------------------------------------------------------------------------- \| \| I \| Altipiano Ovest \| 3.625 \| 10,19 \| 356 \| Borgo San Nazario, Contovello (Kontovel), Prosecco (Prosek), Santa Croce (Križ) \| \| II \| Altipiano Est \| 10.546 \| 35,02 \| 301 \| Banne (Bani), Basovizza (Bazovica), Gropada (Gropada), Opicina (Opčine), Padriciano (Padriče), Trebiciano (Trebče) \| \| III \| Roiano–Gretta–Barcola–Cologna-Scorcola \| 36.692 \| 10,22 \| 3.590 \| Barcola (Barkovlje), Cologna, Conconello, Gretta, Grignano (Grljan), Guardiella, Miramare, Roiano, Scorcola \| \| IV \| Citta' Nuova-Barriera Nuova-San Vito–Citta' Vecchia \| 34.402 \| 5,17 \| 6.616 \| Barriera Nuova, Borgo Giuseppino, Borgo Teresiano, Città Nuova, Città Vecchia (Staro Mesto), San Vito, San Giusto (Sv. Just), Campi Elisi, Sant'Andrea (Sv. Andreja), Cavana \| \| V \| Barriera Vecchia–San Giacomo \| 51.128 \| 3,14 \| 16.283 \| Barriera Vecchia, San Giacomo, Santa Maria Maddalena Superiore \| \| VI \| San Giovanni–Chiadino-Rozzol \| 30.070 \| 8,48 \| 3.546 \| Cattinara (Katinara), Chiadino, San Luigi, Guardiella, Longera, San Giovanni, Rozzol, Melara \| \| VII \| Servola–Chiarbola–Valmaura–Borgo San Sergio \| 41.799 \| 12,24 \| 3.415 \| Altura, Borgo San Sergio, Chiarbola, Coloncovez, Poggi Paese, Poggi Sant'Anna, Raute (Rovte), Santa Maria Maddalena Inferiore, Santa Maria Maddalena Superiore, Servola (Škedenj), Valmaura \| \| \| Gesamt \| 208.452 \| 84,49 \| 2.467 \| \| |                                                     |                  |            |                   | |
| Nr. | Stadtbezirk                                         | Einwohner (2011) | Fläche km² | Einwohner pro km² | Historische Stadtviertel |
| I | Altipiano Ovest                                     | 3.625            | 10,19      | 356               | Borgo San Nazario, Contovello (Kontovel), Prosecco (Prosek), Santa Croce (Križ) |
| II | Altipiano Est                                       | 10.546           | 35,02      | 301               | Banne (Bani), Basovizza (Bazovica), Gropada (Gropada), Opicina (Opčine), Padriciano (Padriče), Trebiciano (Trebče)                                                                          |
| III | Roiano–Gretta–Barcola–Cologna-Scorcola              | 36.692           | 10,22      | 3.590             | Barcola (Barkovlje), Cologna, Conconello, Gretta, Grignano (Grljan), Guardiella, Miramare, Roiano, Scorcola                                                                                 |
| IV | Citta' Nuova-Barriera Nuova-San Vito–Citta' Vecchia | 34.402           | 5,17       | 6.616             | Barriera Nuova, Borgo Giuseppino, Borgo Teresiano, Città Nuova, Città Vecchia (Staro Mesto), San Vito, San Giusto (Sv. Just), Campi Elisi, Sant'Andrea (Sv. Andreja), Cavana                |
| V | Barriera Vecchia–San Giacomo                        | 51.128           | 3,14       | 16.283            | Barriera Vecchia, San Giacomo, Santa Maria Maddalena Superiore |
| VI | San Giovanni–Chiadino-Rozzol                        | 30.070           | 8,48       | 3.546             | Cattinara (Katinara), Chiadino, San Luigi, Guardiella, Longera, San Giovanni, Rozzol, Melara                                                                                                |
| VII | Servola–Chiarbola–Valmaura–Borgo San Sergio         | 41.799           | 12,24      | 3.415             | Altura, Borgo San Sergio, Chiarbola, Coloncovez, Poggi Paese, Poggi Sant'Anna, Raute (Rovte), Santa Maria Maddalena Inferiore, Santa Maria Maddalena Superiore, Servola (Škedenj), Valmaura |
| | Gesamt                                              | 208.452          | 84,49      | 2.467             | |

## Organe
Jeder einzelne Stadtbezirk hat als institutionelle Organe den Rat und den Präsidenten.
Die Mitglieder des Rats werden in allgemeinen Wahlen bei den Kommunalwahlen gewählt. Der Rat wählt seinerseits in seiner ersten Sitzung den Präsidenten und einen Vizepräsidenten.